# PayPoint
PayPoint — британська компанія, що пропонує систему оплати рахунків у Великобританії, Ірландії та Румунії. Акції компанії котируються на Лондонській фондовій біржі.

## Історія

Брендинг PayPoint використовується в більшості магазинів

Мережа PayPoint була створена в 1996 році з метою надання клієнтам можливості оплачувати рахунки за газ та електроенергію готівкою за допомогою передплачених лічильників у місцевому магазині. Лічильники передоплати покликані допомогти споживачам керувати використанням енергії, тим самим допомагаючи навколишньому середовищу, і контролювати свої витрати, що дозволяє жити в рамках своїх обмежених можливостей. Зазвичай близько 40 % споживачів використовують лічильники передоплати за електроенергію та газ: цей відсоток залишається приблизно незмінним протягом останніх п'яти років. Вперше випробувана в Північній Ірландії, система була поширена на Лондон у 1997 році, а в 1998 році клієнти лічильників передоплати British Gas змогли розраховуватися за допомогою смарт-карток Quantum в торговельних точках PayPoint.
Після подальшого зростання та виходу на біржу, у 2006 році компанія стала ексклюзивною мережею готівкових платежів для оплати ліцензійних платежів за телевізійне мовлення BBC. У листопаді 2006 року та лютому 2007 року PayPoint придбала постачальників послуг онлайн-платежів Metacharge та SECPay відповідно. У вересні 2010 року PayPoint завершила придбання Verrus, постачальника послуг з оплати паркування по телефону, і провела ребрендинг у Північній Америці та Європі під брендом PayByPhone. У травні 2014 року PayPoint.net і PayByPhone були об'єднані під єдиною назвою PayPoint Mobile and Online.

## Операції
PayPoint дозволяє здійснювати платежі готівкою в будь-якому з 28 200 пунктів PayPoint у Великобританії, 500 в Ірландії та 9 000 в Румунії. Він також забезпечує багатоканальну оплату для роздрібних торговців — настільні комп'ютери, ноутбуки, планшети, мобільні телефони, mPOS. У більшості випадків комісію PayPoint зазвичай сплачує організація-отримувач, а не платник, за винятком депозитів на банківські рахунки Monzo, за які Monzo утримує комісію в розмірі 1 фунт стерлінгів від суми депозиту.

## Collect+
У лютому 2011 року було запущено спільне підприємство PayPoint та Yodel, яке займається відправкою та отриманням посилок, — Collect+. Ця послуга доступна через майже 6 000 роздрібних магазинів PayPoint у Великій Британії і дозволяє клієнтам забирати та відправляти посилки у місцевому магазині.
6 квітня 2020 року PayPoint оголосив про угоду з Yodel про повне право власності на Collect+.